# Železniční trať Svojšín–Bor
Železniční trať Svojšín–Bor (v jízdním řádu pro cestující od jízdního řádu 2019/2020 označená číslem 186, do té doby 178) je jednokolejná regionální dráha. Provoz byl zahájen v roce 1903.
Od jízdního řádu 2018/2019 je na trati zastavena pravidelná osobní doprava. Jediný osobní vlak na trati, který zůstává, je sezónní cyklovlak Český les dopravce GW Train Regio, který je kategorizován jako spěšný vlak a neobsluhuje zastávku Lom u Stříbra.
V jízdním řádu je zaveden[kdy?] jeden pár manipulačních vlaků.

## Popis tratě
Železniční trať Svojšín–Bor měří patnáct kilometrů a je obsluhována motorovými jednotkami řady 845 (2020). Ze stanice Svojšín vede trať souběžně s tratí 178 a si po 1,5 km se stáčí na západ, kde projíždí lesem přes přejed P786 v km 1,723 a dále přes přejezd P787 v km 2,896 a P788 (lesní cesta na Nynkov) v km 3,666 a pokračuje do zastávky Lom u Stříbra v km 4,101 v nadmořské výšce 470 m. V zastávce je zvýšené nástupiště s pevnou hranou v délce 40 m, široké 1,5 m. Čekárna byla plechová (2006). Zastávka je mimo provoz od roku 2018. V blízkosti zastávky je železniční přejezd P789 v km 4,125. Trať směřuje na jih, kde v blízkosti dálnice D5 je přejezd P791 v km 6,315, a trať podjíždí dálnici D5. Následuje v km 7,435 chráněný železniční přejezd P792 přes silnici II/605 v Holostřevech a další nechráněný přejezd P793 v km 7,850 v blízkosti železniční zastávky Holostřevy, která leží v km 8,193 v nadmořské výšce 480 m. Ve stanici je zděná budova s přístřeškem. Nástupiště dlouhé 35 m je zvýšené, nezpevněné (2006). Za stanicí se trať stáčí na západ a kříží místní komunikaci v km 8,240 nechráněným přejezdem P793, polní cestu s cyklotrasou č. 2271 přejezdem P795 v km 8,412, místní komunikaci v km 8,518 přejezd P796 a v obci Skviřín v km 11,652 kříží místní komunikaci přejezdem P 797 a silnici II/605 zabezpečeným přejezdem P799 v km 12,020. Následuje železniční zastávka Skviřín v km 12,034 v nadmořské výšce 470 m. V zastávce byla plechová čekárna (2006). Nástupiště dlouhé 40 m je zvýšené s pevnou hranou z betonových desek. Ze zastávky Skviřín vede trať podél rybníků a přes pole až do železniční stanice Bor, kde se napojuje na trať 184 a plánským zhlavím směřuje do stanice.

## Navazující tratě

### Svojšín
- Železniční trať Plzeň–Cheb

### Bor
- Železniční trať Domažlice – Planá u Mariánských Lázní

## Stanice a zastávky

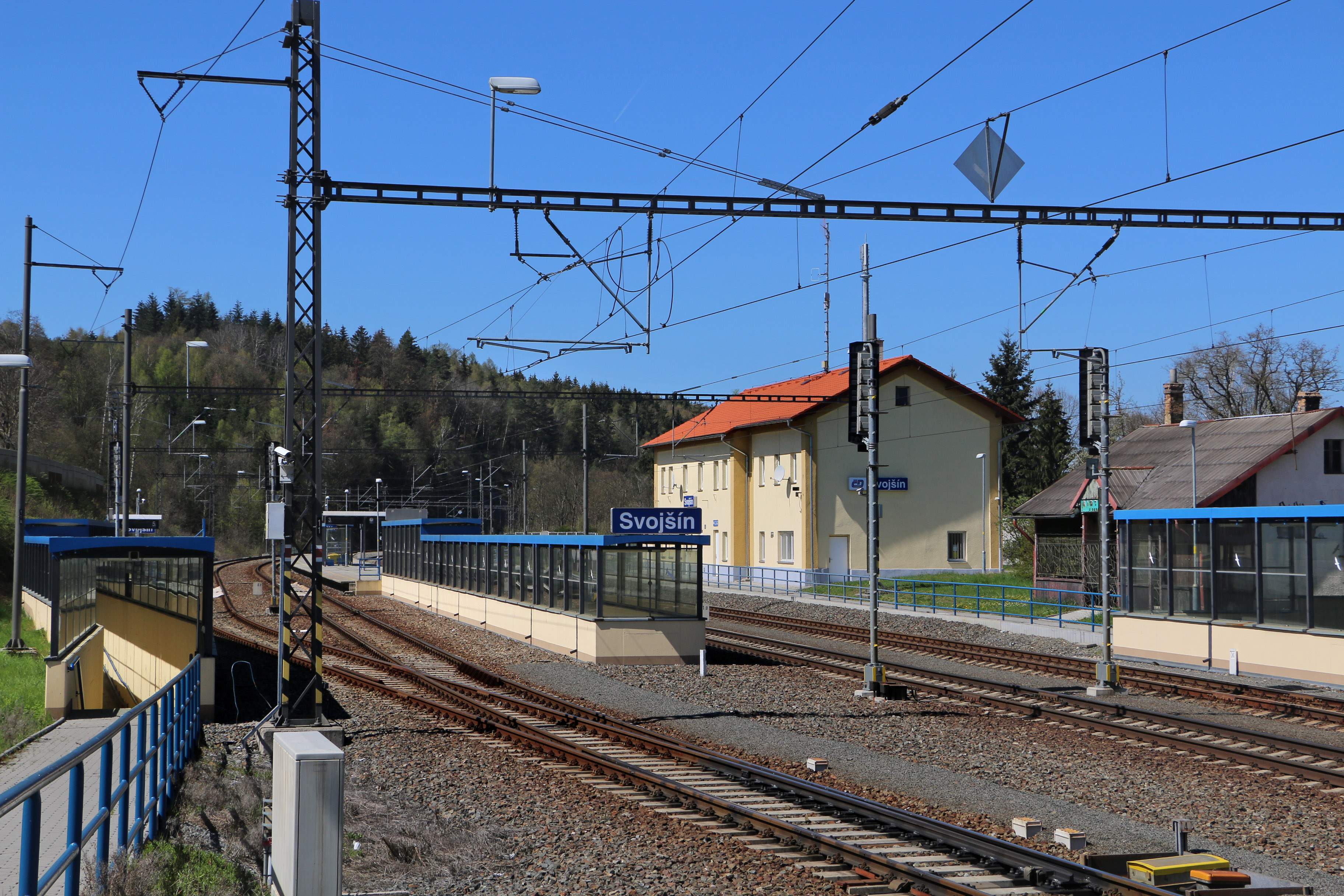
Svojšín
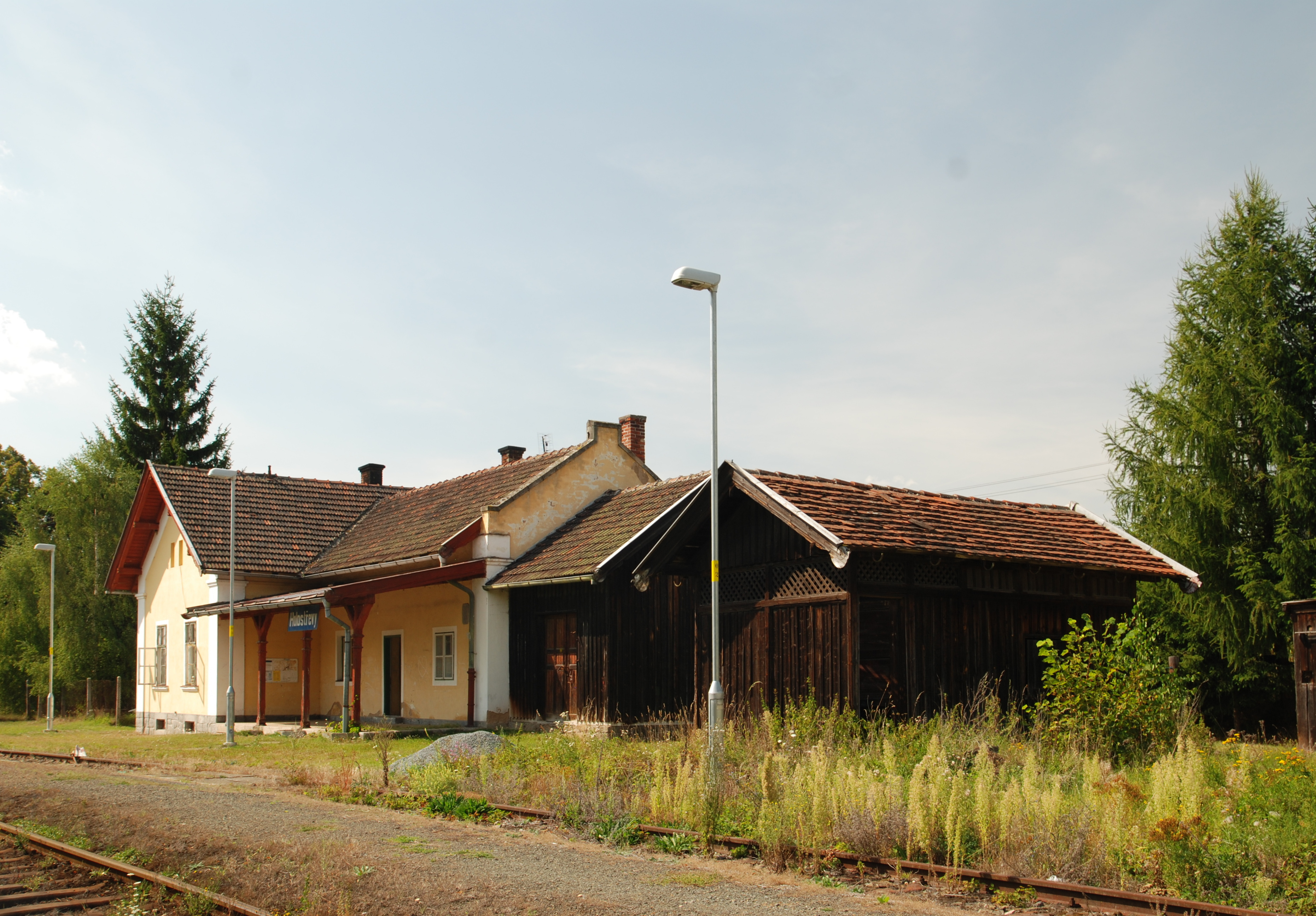
Holostřevy
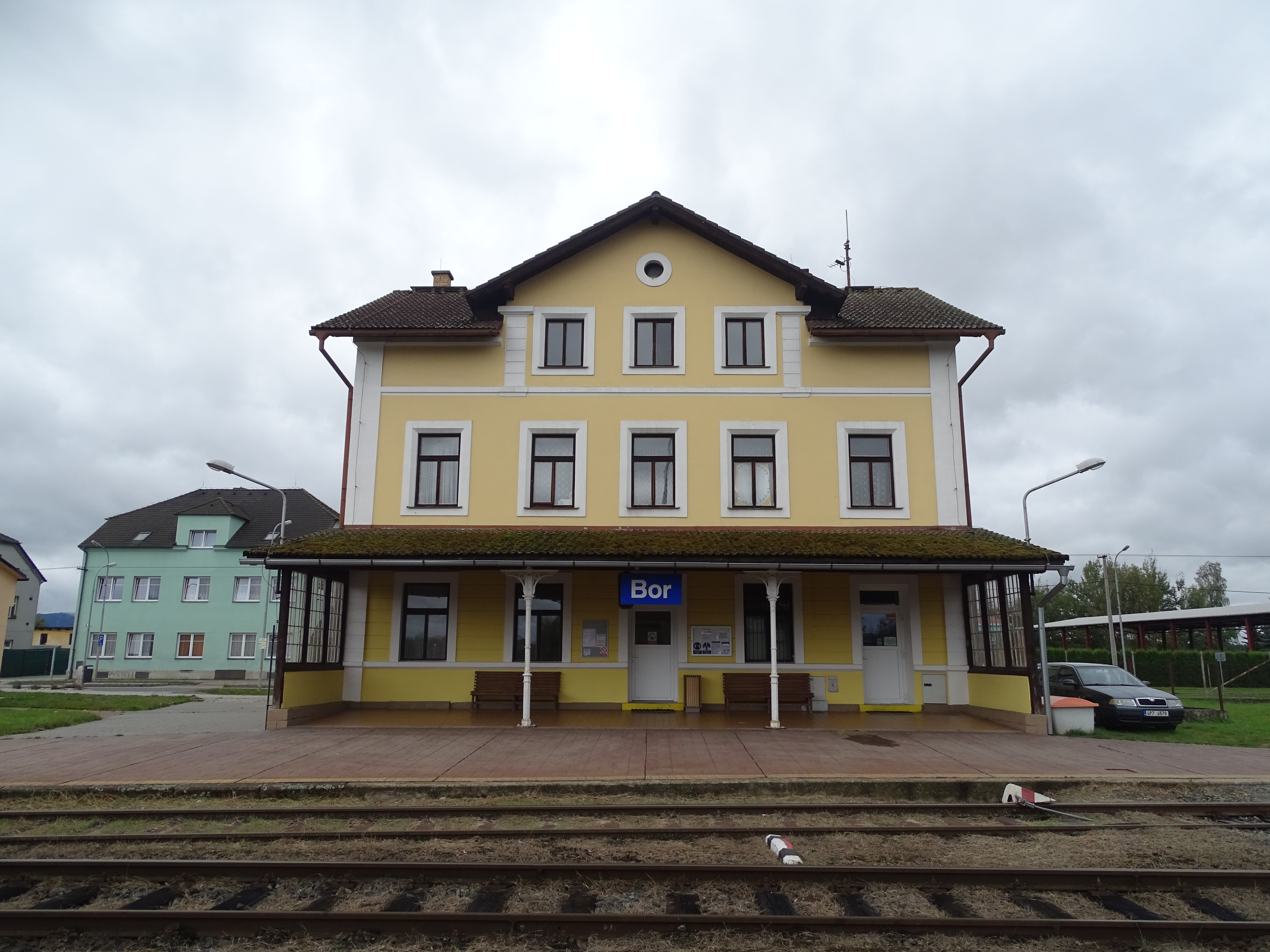
Bor